# Riku Miura
Riku Miura (en japonés: 三浦璃来, Miura Riku; Takarazuka, 17 de diciembre de 2001) es una deportista japonesa que compite en patinaje artístico, en la modalidad de parejas; campeona mundial en 2023 y 2025.
Participó en los Juegos Olímpicos de Pekín 2022, obteniendo una medalla de plata en la prueba por equipo.
Ganó cuatro medallas en el Campeonato Mundial de Patinaje Artístico sobre Hielo, entre los años 2022 y 2025, y tres medallas en el Campeonato de los Cuatro Continentes de Patinaje Artístico sobre Hielo entre los años 2023 y 2025.

## Palmarés internacional
| Juegos Olímpicos                     | Juegos Olímpicos                  | Juegos Olímpicos | Juegos Olímpicos |
| Año                                  | Lugar                             | Medalla          | Prueba           |
| ------------------------------------ | --------------------------------- | ---------------- | ---------------- |
| 2022                                 | Pekín (China)                     | Medalla de plata | Equipo           |
| Campeonato Mundial                   |                                   |                  |                  |
| Año                                  | Lugar                             | Medalla          | Categoría        |
| 2022                                 | Montpellier (Francia)             | Medalla de plata | Parejas          |
| 2023                                 | Saitama (Japón)                   | Medalla de oro   | Parejas          |
| 2024                                 | Montreal (Canadá)                 | Medalla de plata | Parejas          |
| 2025                                 | Boston (Estados Unidos)           | Medalla de oro   | Parejas          |
| Campeonato de los Cuatro Continentes |                                   |                  |                  |
| Año                                  | Lugar                             | Medalla          | Categoría        |
| 2023                                 | Colorado Springs (Estados Unidos) | Medalla de oro   | Parejas          |
| 2024                                 | Shanghái (China)                  | Medalla de plata | Parejas          |
| 2025                                 | Seúl (Corea del Sur)              | Medalla de oro   | Parejas          |